# Bois-d'Ennebourg
Bois-d'Ennebourg és un municipi francès situat al departament del Sena Marítim i a la regió de Normandia. L'any 2007 tenia 488 habitants.

## Demografia

### Població
El 2007 la població de fet de Bois-d'Ennebourg era de 488 persones. Hi havia 185 famílies de les quals 31 eren unipersonals (8 homes vivint sols i 23 dones vivint soles), 73 parelles sense fills i 81 parelles amb fills.
La població ha evolucionat segons el següent gràfic:
Habitants censats

### Habitatges
El 2007 hi havia 194 habitatges, 189 eren l'habitatge principal de la família, 2 eren segones residències i 3 estaven desocupats. Tots els 194 habitatges eren cases. Dels 189 habitatges principals, 181 estaven ocupats pels seus propietaris, 6 estaven llogats i ocupats pels llogaters i 2 estaven cedits a títol gratuït; 2 tenien una cambra, 2 en tenien dues, 12 en tenien tres, 43 en tenien quatre i 131 en tenien cinc o més. 159 habitatges disposaven pel capbaix d'una plaça de pàrquing. A 66 habitatges hi havia un automòbil i a 119 n'hi havia dos o més.

### Piràmide de població
La piràmide de població per edats i sexe el 2009 era:
| Homes | Edats   | Dones |
| ----- | ------- | ----- |
| 0     | 95 o +  | 0     |
| 0     | 90 a 94 | 4     |
| 0     | 85 a 89 | 0     |
| 0     | 80 a 84 | 4     |
| 4     | 75 a 79 | 0     |
| 8     | 70 a 74 | 8     |
| 8     | 65 a 69 | 16    |
| 16    | 60 a 64 | 16    |
| 24    | 55 a 59 | 24    |
| 20    | 50 a 54 | 20    |
| 20    | 45 a 49 | 28    |
| 28    | 40 a 44 | 16    |
| 32    | 35 a 39 | 20    |
| 4     | 30 a 34 | 16    |
| 12    | 25 a 29 | 12    |
| 4     | 20 a 24 | 12    |
| 28    | 15 a 19 | 24    |
| 16    | 10 a 14 | 8     |
| 8     | 5 a 9   | 24    |
| 4     | 0 a 4   | 12    |

## Economia
El 2007 la població en edat de treballar era de 338 persones, 239 eren actives i 99 eren inactives. De les 239 persones actives 233 estaven ocupades (119 homes i 114 dones) i 6 estaven aturades (5 homes i 1 dona). De les 99 persones inactives 59 estaven jubilades, 27 estaven estudiant i 13 estaven classificades com a «altres inactius».

### Ingressos
El 2009 a Bois-d'Ennebourg hi havia 196 unitats fiscals que integraven 515 persones, la mediana anual d'ingressos fiscals per persona era de 22.533 €.

### Activitats econòmiques
Dels 15 establiments que hi havia el 2007, 5 eren d'empreses de construcció, 2 d'empreses de comerç i reparació d'automòbils, 1 d'una empresa de transport, 3 d'empreses immobiliàries, 3 d'empreses de serveis i 1 d'una empresa classificada com a «altres activitats de serveis».
Dels 6 establiments de servei als particulars que hi havia el 2009, 3 eren fusteries, 2 electricistes i 1 perruqueria.
L'any 2000 a Bois-d'Ennebourg hi havia 5 explotacions agrícoles.

## Equipaments sanitaris i escolars
El 2009 hi havia una escola elemental integrada dins d'un grup escolar amb les comunes properes formant una escola dispersa.

## Poblacions més properes
El següent diagrama mostra les poblacions més properes.